# Ахбетов, Нугман
Нугман Ахбетов (1881—1975) — советский животновод, старший табунщик колхоза имени Калинина Денгизского района Гурьевской области, Казахская ССР. Герой Социалистического Труда (1948).

## Биография
Родился в 1881 году в 24 ауле Джангалинского района Уральской области.
С 1932 по 1934 год работал рядовым в колхозе им.Калинина Морской аулсовет Денгизского района Гурьевской области. 
В 1934 году его переводят на конетоварную ферму табунщиком, а в 1947 году назначают старшим табунщиком. С тех пор Нугман Ахбетов бессменно работал на этой должности до ухода на пенсию в 1953 году. За эти годы он не допускал отхода лошадей, за которыми он ухаживал. Общественные лошади находились в упитанном состоянии.
Он являлся одним из лучших животноводов колхоза по сохранению поголовья скота и выращиванию молодняка. Опытный, хорошо знающий свое дело, он много сделал для подъема колхозного животноводства. Он своевременно готовился к проведению зимовки скота. Обеспечивал весь скот помещением и качественными достаточными кормами. В годы Великой Отечественной войны Нугман Ахбетов немало потрудился, чтобы помочь фронту. Колхоз отдал Красной Армии десятки лучших коней, выращенных лично Нугманом Ахбетовым. Его лошади были задействованы в конницах Доватора, Плиева и Белова.
За ним в 1947 году было закреплено 150 лошадей, из них 66 кобыл, от которых он получил и сохранил 66 жеребят. В 1948 году без единого отхода он сохранил 169 лошадей, закрепленных за ним к началу года и от 52 конематок, он получил и вырастил 52 жеребенка.
За трудовую доблесть 6 июня 1945 года был награжден медалью «За доблестный труд в Великой Отечественной войне 1941—1945 годов».
Указом Президиума Верховного Совета СССР от 23 июля 1948 года «за получение высокой продуктивности животноводства в 1947 году при выполнении колхозом обязательных поставок сельскохозяйственных продуктов и плана развития животноводства» удостоена звания Героя Социалистического Труда с вручением ордена Ленина и золотой медали «Серп и Молот»